# Paul-Henri Campbell
Paul-Henri Campbell (Boston, 1982) é um autor norte-americano, bilíngue, de poesia e prosa em inglês e alemão. Estudou filologia clássica, especialmente da Grécia Antiga, bem como teologia Católica na Universidade Nacional da Irlanda em Maynooth e na Universidade de Frankfurt. 
O seu trabalho conduziu-o a investigar as mitologias modernas, que são um tema frequente no seu trabalho. Ele descreve a sua abordagem à prosa como realismo mítico. As contribuições de Campbell têm sido incluídas e publicadas em várias revistas literárias alemãs e americanas, como Lichtungen, Hessischer Literaturebote, entwürfe, KGB Magazine, entre outras.

## Vida
Paul-Henri Campbell é filho de um antigo soldado do exército norte-americano e de uma enfermeira alemã. Cresceu em Massachusetts e mudou-se com a família para a Alemanha, onde completou os exames finais da escola secundária (Abitur) na Baviera. Campbell nasceu com um grave problema cardíaco e foi-lhe colocado um pacemaker aos 24 anos. Teve também um tumor cerebral que foi removido no Boston Children's Hospital quando tinha 10 anos e é epilético desde então. Contudo, esta experiência é marginal para o seu trabalho como escritor e praticamente insignificante .

## Trabalho
A escrita de Paul-Henri Campbell é caraterizada pela vasta utilização de ironia trágica. Assim o que parecem personagens e enredos comuns transformam-se numa dicotomia que é difícil de resolver. A maioria destas situações surge em conflitos de ambição e de expetativa. A seleção de temas centrais relacionados com experiências comuns da humanidade, como o amor, é uma caraterística do trabalho de Campbell9].

Ralf Julke, editor da principal plataforma de informação de Leipzig na Internet, escreveu numa crítica sobre a coleção de contos meinwahnstraße: "[Há situações] em que é absolutamente confuso se o que está a ser vivido, tem realmente alguma coisa relacionado com o amor. Ou se é uma obsessão, uma falha na economia das emoções ou até uma ilusão. Verdadeiro amor? - Não. Certamente que não. Tematicamente, muitas das narrativas de Campbell poderiam ser encontradas no trabalho de Raymond Carver. Apesar de no caso de Carver, as histórias terem as consequências que têm aqui. Porque as histórias de Campbell têm decididamente consequências. Não são apenas histórias de relações humanas que são de alguma forma instáveis, pessimamente preenchidas por vazios, inseguridade e falsos fins. Também têm uma forte tendência para terminar em catástrofe."

A poesia de Campbell é baseada em mitologias modernas que são organizadas num número de impressões cénicas como uma sequência de fotos instantâneas. Ele está aqui próximo da tradição simbolista e a poesia das coisas (em alemão Dinggedicht). Inspirado pelo poema de Stéphane Mallarmé, Un Coup de Dés, Campbell está interessado na poesia como linguagem impressa, isto é, a relação entre a linguagem poética e os média que a representam. As letras que compõem uma palavra jogam assim na superfície das páginas que as suportam. Desta forma, Campbell tenta sublinhar a materialidade da linguagem (a materialidade do logos) como um elemento significante e constitutivo da poesia. Por este motivo, os seus poemas nunca são peças isoladas mas parte de um vasto movimento poético, como um ciclo ou um livro dedicado apenas a um único tema. Os seus temas líricos envolvem coisas como Pontiac Firebird Trans-Am, A-train do metro de Nova Iorque, brinquedos sexuais e speed-dating. Para tentar evitar criar poemas ociosos, tenta conceptualizar o seu trabalho lírico num esquema mais alargado. A sua coleção de poesia intitulada Space Race, uma encarnação lírica das mitologias relacionadas com a conquista da lua no século XX, engloba precisamente esta tática de conceptualização. 

## Obras publicadas
- Duktus Operandi. Poetry, ATHENA-Verlag, Oberhausen 2010.
- Meinwahnstraße. Short Stories, fhl-Verlag, Leipzig 2011.
- Space Race. Gedichte: Poems, fhl-Verlag, Leipzig 2012.
- Benedikt XVI. Livro áudio (locução: Andreas Herrler e Mirko Kasimir), Monarda Publishing House, Halle/Saale 2012.

## Prémios
- 2012, Dichtungsring, Bonn: Prémio em tradução[14]
- 2012 Poet-in-Residence Dresden (finalista com Carl-Christian Elze und Róža Domašcyna)[15]

## Ligações Externas
- Site Internet do Editor
- Site Internet do Autor
- Comunicado à imprensa do editor sobre o primeiro volume de poemas de Campbell.
- Trabalhos de ou sobre Paul-Henri Campbell nas bibliotecas (catálogo WorldCat)
- Paul-Henri Campbell no catálogo da Biblioteca Nacional da Alemanha